# HP-67
La HP-67 est une calculatrice scientifique programmable avec affichage LED (la dernière génération), et lecteur/enregistreur de programmes sur cartes magnétiques. Il s'agit d'une évolution de la HP-65. Elle fut mise sur le marché en 1976 en même temps que la HP-97, qui lui était strictement identique en termes de capacité et de puissance de calcul, mais comprenait une mini-imprimante et un plus grand clavier.
La HP-67 disposait de 224 pas de programmes et 26 mémoires (contre 100 pas de programme et 9 mémoires pour la HP-65). Les instructions réclamant une pression successive sur plusieurs touches ne prenaient plus qu'un seul pas de programme. Elle disposait également d'un lecteur de cartes magnétiques intégré qui permettait de stocker les programmes en mémoire. Elle fut également la première calculatrice programmable HP disposant de l'adressage indirect (la possibilité d'utiliser un registre mémoire comme adresse où poursuivre l'exécution d'un programme). Même si elle fut présentée comme le successeur direct de la HP-65, la technologie de la HP-67 est en fait celle de la série 20 de HP (HP-21, HP-25 ou HP-29C).
Une concurrente était la TI-59.